# Авторська глухота
А́вторська глухота́ — стилістичні або фактичні помилки у творі, не помічені автором. Термін запроваджений Максимом Горьким. Російський поет, критик О. Ізмайлов такого типу помилки фігурально називав «плямами на сонці». Ігор Качуровський вважає, що авторська глухота з повним правом може називатись і «авторською сліпотою». Стилістичні неоковирності в побудові речень Ю. Олеша називав «хворобою фрази».

## Приклади
Прикладом може слугувати поезія Володимира Сосюри «Уже достигли полуниці…»:
Уже достигли полуниці,
росу вечірні трави п'ють,
і в ароматі медуниці
хрущі шевченківські гудуть.
У цих рядках допущено фактичну неточність: хрущі з'являються у травні, а полуниці дозрівають значно пізніше. У 1906 р. Леся Українка опублікувала поему «Одно слово» з підзаголовком «Оповідання старого якута». У творі йшлося про безіменного політичного в'язня, який, живучи серед якутів, гине від ностальгії за волею. За твердженням поетеси, слово «воля» було відсутнє в мові цієї народності. Незабаром Агатангел Кримський у своїй статті «Етнологічні і філологічні ложки дьогтю в бочках меду» зауважив, що в якутській мові існує кілька синонімів слова «воля».
Надалі поему «Одно слово» Леся Українка видавала з підзаголовком «Оповідання тубільця з півночі». Іван Бунін був уважний і вимогливий до творчості своїх побратимів по перу. Так, помітивши авторську глухоту в одному з творів Семена Надсона, він зазначав: «Я не можу відчувати особливої поваги до віршів, де говорилося, що болотна осока росте над ставком і навіть схиляється над ним зеленим віттям».
На ґрунті неуважності до подробиць у літературі інколи трапляються й курйози. Так, у спогадах Олександра Сизоненка «Феноменальний Лукаш» наявна помилка. Їх автор стверджував, що Микола Лукаш на війні втратив руку, але це не заважало йому бути гарним більярдистом. Насправді М. Лукаш на фронті був легко поранений у ногу, після чого ще деякий час служив в армії.